# Colonești (Bacău)
Colonești is een Roemeense gemeente in het district Bacău.
Colonești telt 2229 inwoners.